# Джоффре (Пенсільванія)
Джоффре (англ. Joffre) — переписна місцевість (CDP) в США, в окрузі Вашингтон штату Пенсільванія. Населення — 485 осіб (2020).

## Географія
Джоффре розташований за координатами 40°22′51″ пн. ш. 80°21′11″ зх. д. / 40.38083° пн. ш. 80.35306° зх. д. (40.380891, -80.353172).  За даними Бюро перепису населення США в 2010 році переписна місцевість мала площу 2,32 км², уся площа — суходіл.

## Демографія
Згідно з переписом 2010 року, у переписній місцевості мешкало 536 осіб у 234 домогосподарствах у складі 151 родини. Густота населення становила 231 особа/км².  Було 251 помешкання (108/км²).
Расовий склад населення:
| - 96,5 % — білих - 0,9 % — азіатів - 0,2 % — чорних або афроамериканців |

До двох чи більше рас належало 2,4 %. Частка іспаномовних становила 0,4 % від усіх жителів.
За віковим діапазоном населення розподілялося таким чином: 19,2 % — особи молодші 18 років, 64,4 % — особи у віці 18—64 років, 16,4 % — особи у віці 65 років та старші. Медіана віку мешканця становила 43,6 року. На 100 осіб жіночої статі у переписній місцевості припадало 102,3 чоловіків;  на 100 жінок у віці від 18 років та старших — 102,3 чоловіків також старших 18 років.
Середній дохід на одне домашнє господарство  становив 70 736 доларів США (медіана — 44 643), а середній дохід на одну сім'ю — 87 035 доларів (медіана — 75 478). За межею бідності перебувало 7,0 % осіб, у тому числі 0,0 % дітей у віці до 18 років та 26,8 % осіб у віці 65 років та старших.
Цивільне працевлаштоване населення становило 344 особи. Основні галузі зайнятості: науковці, спеціалісти, менеджери — 28,8 %, мистецтво, розваги та відпочинок — 19,5 %, виробництво — 11,3 %, транспорт — 9,9 %.